# Świdnik
Świdnik (polsk udtale: [ˈɕfidɲik]) er en by og en kommune (Gmina) i det sydøstlige Polen (i det tidligere Lillepolen). Den ligger i voivodskabet Lublin (Województwo lubelskie) og har 37.884(2021) indbyggere og et areal på			50,49 km². Den er administrationsby i powiat (amt) Świdnik

## Historie
Den første dokumenterede omtale af stedet stammer fra 1392. Stedets navn var Świdnik Major, senere også Świdnik Minor.
I 1795 tilfaldt stedet Det habsburgske monarki. I 1809 blev Świdnik en del af Hertugdømmet Warszawa og i 1815 en del af Kongrespolen. Den forblev en landsby indtil slutningen af det 19. århundrede, hvor den begyndte at udvikle sig til et kursted på grund af sin beliggenhed og sit klima. Efter Første Verdenskrig var byen polsk. Allerede før Anden Verdenskrigs udbrud blev der bygget en flyveplads i byen. I 1951 begyndte produktionen af dele til MiG-15 nær flyvepladsen. I 1954 begyndte opførelsen af en helikopter-fabrik. Samme år modtog Świdnik byrettigheder. I 1956 forlod SM-1 eller Mi-1, den første helikopter produceret i Polen (med en licens), fabrikken.
Den 8. juli 1980, i begyndelsen af talrige strejker i Polen, begyndte en strejke også på helikopterfabrikken. Dette spredte sig til store dele af byen i løbet af august 1980. Helikopterfabrikken Pzl świdniks flyveplads blev i 2012 udvidet til at blive den internationale Lublin-Świdnik lufthavn.